# Henry Adoniram Swift
Henry Adoniram Swift (Ravenna, 23 marzo 1823 – St. Peter, 25 febbraio 1869) è stato un politico statunitense. Egli è stato il terzo governatore del Minnesota. Fu governatore dal 10 luglio 1863 all'11 gennaio 1864 dopo aver prestato servizio come vicegovernatore del Minnesota, quando il governatore Alexander Ramsey rassegnò le dimissioni. Prima di diventare governatore fu anche membro del Senato del Minnesota. Swift è stato un repubblicano.
Viene descritto come dolce, schivo e ambivalente verso la politica, Henry Swift fu governatore del Minnesota per meno di un anno, completando il secondo mandato di Alexander Ramsey, che era stato eletto senatore degli Stati Uniti.
Dopo essersi laureato con la lode al Western Reserve College nel suo nativo Ohio, Swift istruì i figli di un proprietario di schiavi nel Mississippi, un'esperienza che rafforzò il suo impegno per l'abolizione della schiavitù. Ritornò in Ohio dove cominciò una carriera nel mondo degli affari e nel servizio del governo.
Si recò, con la sua famiglia, nel Minnesota nel 1853, stabilendosi prima a St.Paul poi a St. Peter. Egli condusse, senza successo, una campagna per spostare la capitale dello stato nella fiorente cittadina del Minnesota River.
Swift lasciò le sue imprese commerciali nel 1861, per il seggio al Senato dello Stato, che lo spinse poi nel governatorato. Successivamente fece più di due mandati in Senato e fu candidato per il Senato degli Stati Uniti. "Io sono dieci volte più felice con la mia famiglia a St. Peter che come senatore a Washington", dichiarò quando seppe che aveva perso la nomination repubblicana per il Senato nel 1865. Quattro anni più tardi, morì di febbre tifoide all'età di 45 anni.
La Contea di Swift fu chiamata così in suo onore nel 1870.